# Martinair-Flug 138
Am 4. Dezember 1974 verunglückte auf dem Martinair-Flug 138 (Flugnummer: MP138) eine im Auftrag der Garuda Indonesia im Charterflug betriebene Douglas DC-8-55CF Jet Trader der Martinair, nachdem die Maschine beim Flug über Sri Lanka die Mindestflughöhe unterschritten hatte. Bei dem Unfall kamen alle 191 Insassen ums Leben. Es handelte sich seinerzeit um den schwersten Unfall einer Douglas DC-8 und den zweitschwersten weltweit.

## Hintergrund
Als staatliche Fluggesellschaft des weltgrößten muslimischen Landes hatte Garuda Indonesia zu Beginn der 1970er Jahre während der Haddsch-Saison ein stetig wachsendes Passagieraufkommen von Pilgern abzuwickeln. Mit der Entwicklung der großen Langstrecken-Passagierjets Boeing 707 und Douglas DC-8 mit geräumigen Passagierkabinen war es möglich geworden, auch aus dem fernen Indonesien eine kurze Reise zu den heiligen Stätten in Mekka zu unternehmen. Dieses Angebot nahmen immer mehr Reisewillige in Anspruch. Da die saisonale Nachfrage die Passagierkapazitäten der Garuda-Flotte bei weitem überschritt, beauftragte die Fluggesellschaft zur Haddsch-Saison externe Fluggesellschaften, die für sie die Pilgerflüge durchführten. Eine dieser Fluggesellschaften war die Martinair aus den Niederlanden, die für die Flüge unter anderem ihre Douglas DC-8-55CF PH-MBH einsetzte.

## Flugzeug
Bei der verunglückten Maschine handelte es sich um eine neun Jahre alte Douglas DC-8-55CF Jet Trader, die im Douglas-Werk in Long Beach, Kalifornien montiert wurde und deren Roll-out am 26. Oktober 1965 erfolgte. Das Flugzeug trug die Werksnummer 45818, es handelte sich um die 242. Douglas DC-8 aus laufender Produktion. Die DC-8 wurde mit dem Luftfahrzeugkennzeichen N802SW zugelassen. Die Maschine wurde durch die Flying Tiger Line bestellt, die sie jedoch nicht selbst nutzte, sondern direkt an die Seaboard World Airlines weiterverleaste. Diese erhielt die Maschine am 13. November 1965. Vom 22. Januar bis zum 2. April 1969 verleaste die Seaboard World Airlines die Maschine an die Douglas Aircraft Company. Ab dem 2. April 1969 wurde die Maschine wieder durch die Seaboard World Airlines genutzt. Im Oktober 1969 übernahm die International Aerodyne als Eigentümer und Leasinggeber die Maschine, und verleaste ab dem 17. Oktober 1969 an die International Air Bahama weiter, ab dem 21. Mai 1970 an die Trans Mediterranean Airways. Ab dem 1. Mai 1971 war die Maschine wieder an die Seaboard World Airlines verleast, diese verleaste sie ab dem 1. Oktober 1971 an die Loftleiðir weiter, wo die Maschine das neue Luftfahrzeugkennzeichen TF-LLK und den Taufnamen Leifur Eiríksson erhielt. Am 21. September 1973 kaufte die niederländische Martinair die Maschine, die nun das neue Kennzeichen PH-MBH erhielt. Ab dem 1. Dezember 1974 war das Flugzeug an die Garuda Indonesia verleast und für diese betrieben. Das vierstrahlige Langstrecken-Schmalrumpfflugzeug war mit Triebwerken des Typs Pratt & Whitney JT3D-3B ausgestattet. Bis zum Zeitpunkt des Unfalls hatte die Maschine 35.613 Betriebsstunden absolviert.

## Besatzung und Passagiere

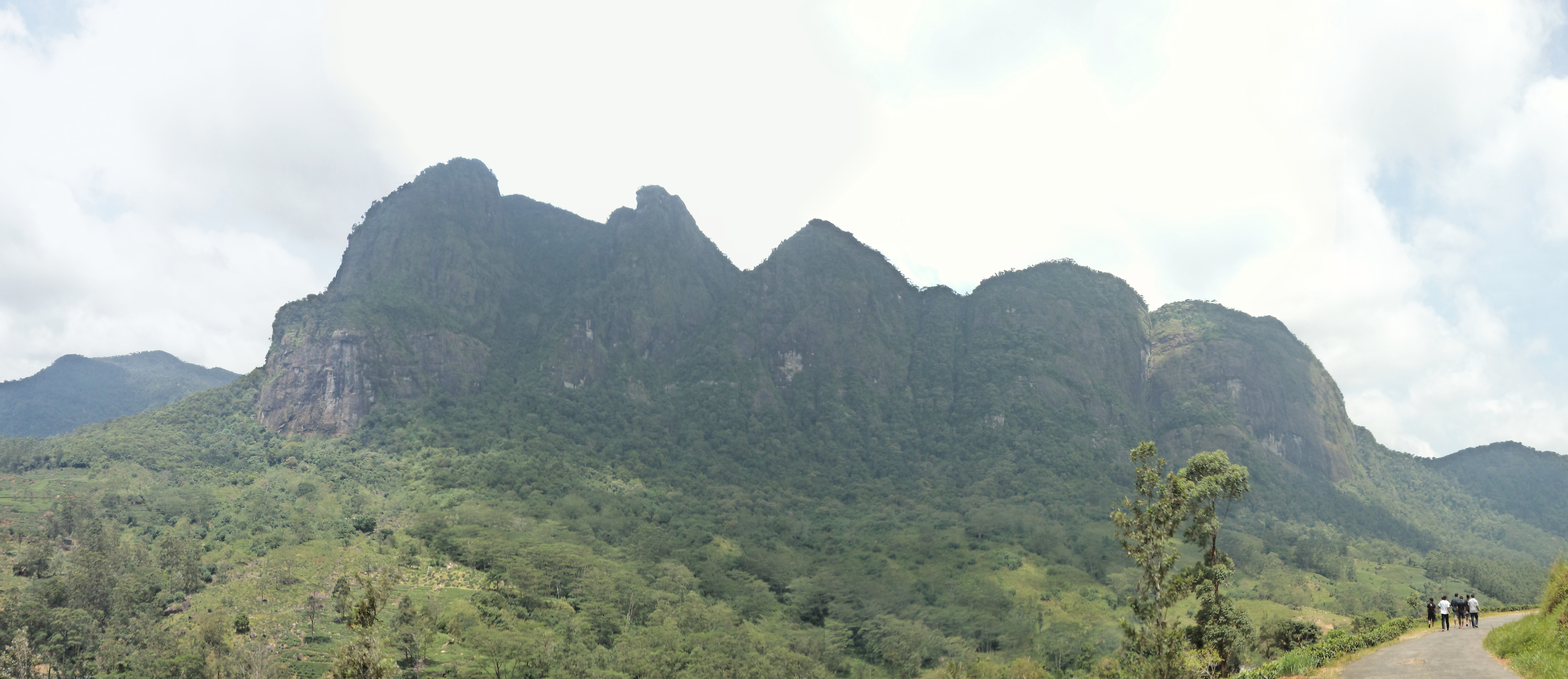
Ein Panoramabild der Virgin Hills, in die die Maschine einschlug

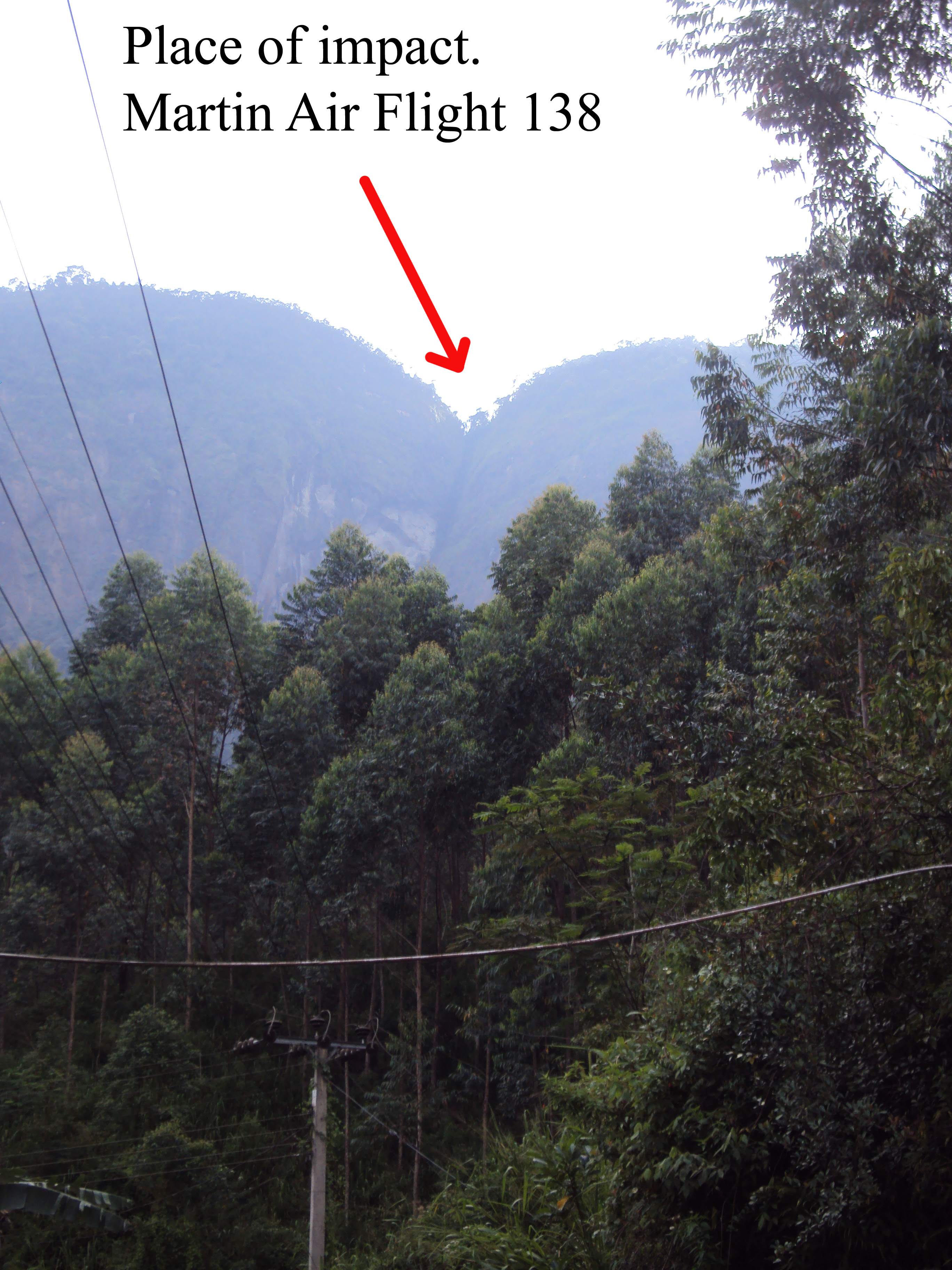
Nahaufnahme mit markierter Stelle des Aufpralls

An Bord befanden sich 182 indonesische Passagiere und die neunköpfige niederländischen Besatzung, zusammen 191 Personen. Die dreiköpfige Cockpitbesatzung bestand aus einem Flugkapitän, einem Ersten Offizier und einem Flugingenieur:
- Der 58-jährige Flugkapitän Hendrik Lamme hatte in der Vergangenheit Musterberechtigungen für die Flugzeugtypen Lockheed Constellation, Convair 240, Convair 340, Douglas DC-4, Douglas DC-6 und Douglas DC-7C erhalten und verfügte über eine gültige Musterberechtigung für die Douglas DC-8. Er verfügte über 26.770 Stunden Flugerfahrung, darunter etwa 4000 Stunden mit der Douglas DC-8.

- Der 33-jährige Erste Offizier Robert Blomsma war im Besitz einer abgelaufenen Musterberechtigung für die Douglas DC-3 sowie aktueller für die Typen Fokker F28 und Douglas DC-8. Er verfügte über 2480 Stunden Flugerfahrung, davon 2193 als Erster Offizier an Bord einer Fokker F28 und 47 Stunden im Cockpit einer Douglas DC-8.

- Der 48-jährige Flugingenieur Johannes Gijsbertus Wijnands verfügte über 6866 Stunden Flugerfahrung mit der Douglas DC-3, 1459 Stunden mit der Convair CV-240, 1079 mit der Convair CV-340, 450 Stunden mit der Douglas DC-7C sowie 800 Stunden mit der Douglas DC-7, außerdem über rund 3000 Flugstunden im Cockpit der Douglas DC-8.

Zu der sechsköpfigen Kabinenbesatzung gehörten die Purserin Ingrid van der Vliet und die Flugbegleiter Henrietta Borghols, Abdul Hamid Usman, Lilik Herawati, Titia van Dijkum und Hendrika van Hamburg. Die in Surabaya zugestiegenen 182 Passagiere waren allesamt indonesische Staatsbürger, die eine Haddsch-Pilgerreise nach Mekka unternehmen wollten.

## Flugverlauf und Unfallhergang
Der Flug startete um 12:03 Uhr UTC vom Flughafen Juanda in Surabaya. Der Flug sollte zum Flughafen Dschidda in Saudi-Arabien führen, wobei ein planmäßiger Zwischenstopp auf dem Bandaranaike International Airport in Sri Lanka vorgesehen war. Um 16:16 Uhr meldete sich die Besatzung bei der Anflugkontrolle des Flughafens Bandaranaike und gab ihre Entfernung zum Flughafen mit 130 Nautischen Meilen (ca. 241 Kilometer) und ihre Flughöhe mit 35.000 Fuß (ca. 10668 Meter) an. Gegen 16:30 Uhr erteilte die Flugsicherung die Anweisung zum Sinkflug auf 15.000 Fuß (ca. 4572 Meter), um 16:38 Uhr, als sich die Maschine 50 Nautische Meilen (ca. 93 Kilometer) vom Flughafen entfernt befand, erteilte die Flugsicherung die Freigabe für die nächste Sinkflugphase auf 5000 Fuß (ca. 1524 Meter). Um 16:44 erteilte der Fluglotse die Anweisung zum Sinkflug auf 2000 Fuß (ca. 610 Meter) und teilte den Piloten mit, dass ihre Maschine zur Landung auf Bahn 04 vorgesehen war. Die Besatzung bestätigte den Erhalt des Funkspruchs. Der Fluglotse wies die Besatzung an, sich zu melden, sobald diese das Kreisfunkfeuer KAT überfliegt. Die Piloten setzten derweil den Sinkflug fort.
Wenig später flog die Maschine in einer Höhe von 4355 Fuß (ca. 1327 Meter) gegen den fünften Berg der freistehenden und 40 Nautische Meilen (74 Kilometer) östlich von Colombo gelegenen Gebirgskette Saptha Kanya. Beim ersten Aufprall riss ein Teil der linken Tragfläche mit einem Triebwerk ab. Die Maschine neigte sich dann entlang ihrer Querachse um fast 90 Grad nach unten, während sie gleichzeitig entlang ihrer Längsachse um fast 180 Grad zur Seite rollte und schließlich gegen eine Felswand geschleudert wurde, an der sie zerschellte. Dabei kamen alle 191 Insassen ums Leben.

## Ursache
Als Unfallursache wurde eine Kollision mit einem Berg festgestellt, zu der es gekommen war, nachdem die Position der Maschine im Funkverkehr mit der Flugsicherung falsch identifiziert wurde. Die Besatzung habe die Maschine daraufhin unter die Mindestsinkflughöhe geflogen. Die Untersuchungskommission folgerte, dass sich die Besatzung zu sehr auf die Anzeigen der Doppler- und Wetter-Radare verlassen habe, die Spielräume für Fehlinterpretationen zuließen. 
Bei dieser Maschine existierte im Betriebshandbuch ein Vermerk, das Dopplerradar nicht zur Navigation zu verwenden.

## Bedeutung
Es handelte sich seinerzeit um den zweitschwersten Unfall weltweit, nachdem im selben Jahr auf dem Turkish-Airlines-Flug 981 eine McDonnell Douglas DC-10 verunglückt war. In Sri Lanka ist es nach wie vor der schwerste Unfall. Es handelte sich seinerzeit zudem um den schwersten Unfall mit einer Douglas DC-8. Nach den Flugunfällen auf dem Arrow-Air-Flug 1285 im Jahr 1985 und dem Nigeria-Airways-Flug 2120 im Jahr 1991 ist es der drittschwerste.

## Gedenken
In dem Ort Nortonbridge, der sich unweit von der Absturzstelle befindet, wurde ein kleines Denkmal errichtet. Hierfür wurde ein Fahrwerksreifen verwendet, der an der Absturzstelle geborgen wurde. Obwohl der Reifen öffentlich ausgestellt ist, befindet er sich im Eigentum der Polizei von Nortonbridge Police. Die Musiker Anton Jones aus Sri Lanka schrieb das Lied „DC8“, das den Unfall zum Thema hat.

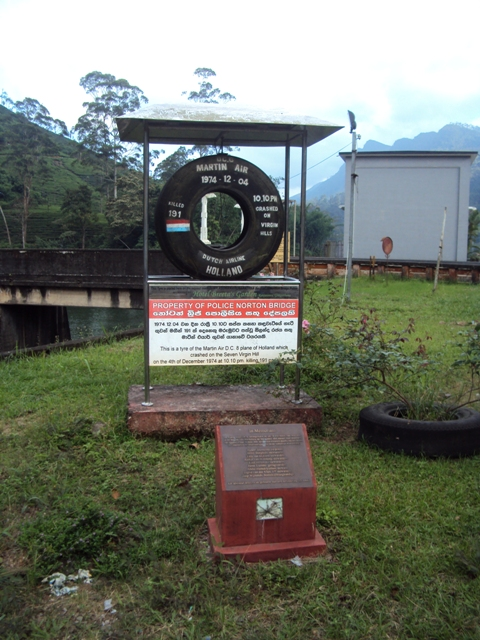
Die Gedenkstätte von Nortonbridge
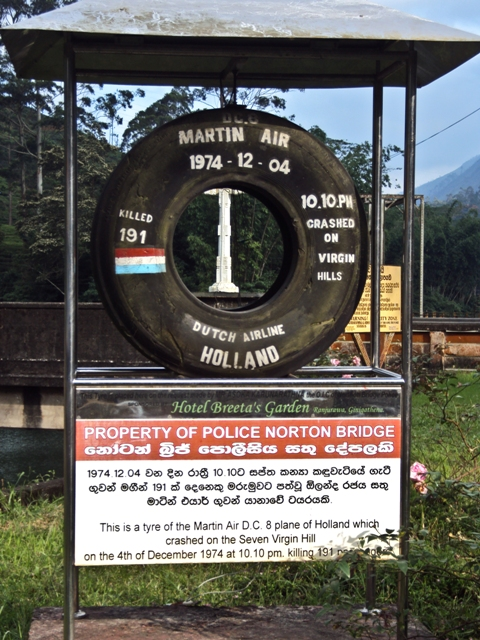
Der geborgene Fahrwerksreifen
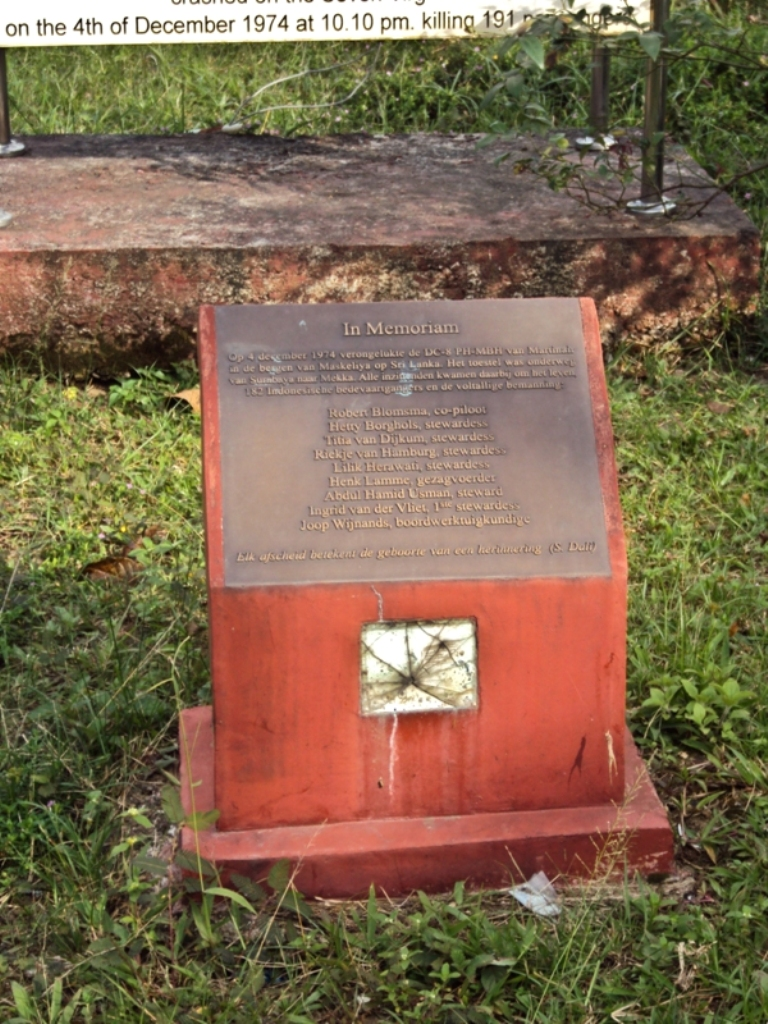
Denkmal für die Opfer des Flugunglücks

Eine zweite Gedenkstätte wurde durch Angehörige der Unfallopfer am Fuße des Berges errichtet, an dem die Maschine zerschellte. Rund 30 Jahre nach dem Unfall fügte die Martinair eine Gedenktafel hinzu, auf der jedoch nur die Namen der Besatzungsmitglieder eingraviert wurden. Auf dem Flughafen Lelystad wurde eine weitere Gedenkstätte errichtet.

## Parallelen zum Flugunfall der Icelandic Airlines im November 1978
Am 15. November 1978 verunglückte auf dem Loftleiðir-Flug 001 erneut eine Douglas DC-8, die ebenfalls einen Pilgerflug im Auftrag der Garuda Indonesia auf derselben Flugroute durchführte, jedoch in entgegengesetzter Richtung. Es handelte sich erneut um einen Controlled flight into terrain, der in diesem Fall jedoch nicht gegen eine Felswand, sondern in ein Feld zwei Kilometer vor dem Bandaranaike International Airport erfolgt war. Ursache war auch hier ein Missverständnis zwischen Flugzeugbesatzung und Flugsicherung. Bei diesem Zwischenfall gab es zwar Überlebende, jedoch war die Opferzahl mit 183 Toten ähnlich hoch. Der Flug wurde durch die isländische Fluggesellschaft Loftleiðir durchgeführt, die auch einer der früheren Leasingnehmer der Martinair-Maschine gewesen war. Es ist bemerkenswert, dass die Fluggesellschaft beiden verunglückten Maschinen denselben Taufnamen, Leifur Eiríksson, gegeben hatte.